# Fasil Kenema SC
Der Fasil Kenema Sport Club (amharisch ፋሲል ከነማ ስፖርት ክለብ), auch als Fasil City bekannt, ist ein Fußballverein aus Gondar in Äthiopien. Aktuell spielt der Verein in der ersten Liga.

## Erfolge
- Äthiopischer Meister: 2021
- Äthiopischer Pokalsieger: 2019
- Äthiopischer Superpokalsieger: 2019

## Stadion
Der Verein trägt seine Heimspiele im Fasiledes Stadium in Gondar aus. Das Stadion hat ein Fassungsvermögen von 20.000 Personen.

## Trainerchronik
| Trainer               | Nation    | von            | bis         |
| --------------------- | --------- | -------------- | ----------- |
| Zemariam Woldegiorgis | Äthiopien | September 2016 | Januar 2017 |
| Seyoum Kebede         | Äthiopien | August 2019    | April 2022  |